# هالة طه
هالة طه هي سيدة أعمال فلسطينية أمريكية، ومقدمة بودكاست، ومتحدثة رئيسية. هي مؤسِّسة ومديرة تنفيذية لشركة YAP Media وشبكة YAP Media، ومضيفة البودكاست Young and Profiting.

## حياتها التعليمية
تابعت هالة طه تعليمها العالي في معهد نيوجيرسي للتكنولوجيا، حيث حصلت على درجة البكالوريوس في العلوم ودرجة الماجستير في إدارة الأعمال. أثناء دراسته في الكلية، كان طه مضيفًا للإنتاج الإذاعي في HOT97 "عرض أنجي مارتينيز." كما بدأت مدونة ترفيهية باسم "أخوية الهيب هوب".

## حياتها المهنية
في عام 2018، أطلقت بودكاست Young and Profiting (YAP)، الذي يركز على التعليم وتحسين الذات. لقد وصل البودكاست إلى المركز الأول في فئات التعليم وتحسين الذات.  تم الاعتراف بالبرنامج باعتباره أحد البرامج الحائزة على جائزة Webby لعام 2022. وقد تضمن البودكاست مقابلات مع مشاهير مثل ماثيو ماكونهي، ميل روبينز، ديباك تشوبرا، غاري فاينرتشوك، دايموند جون، جيمس كلير، وسيث جودين.
في يناير 2022، أطلق طه شبكة YAP Media، وهي شبكة بودكاست ووكالة تسويق تقدم خدمات لمقدمي البودكاست والمديرين التنفيذيين للشركات.